# Батурино (Курганская область)

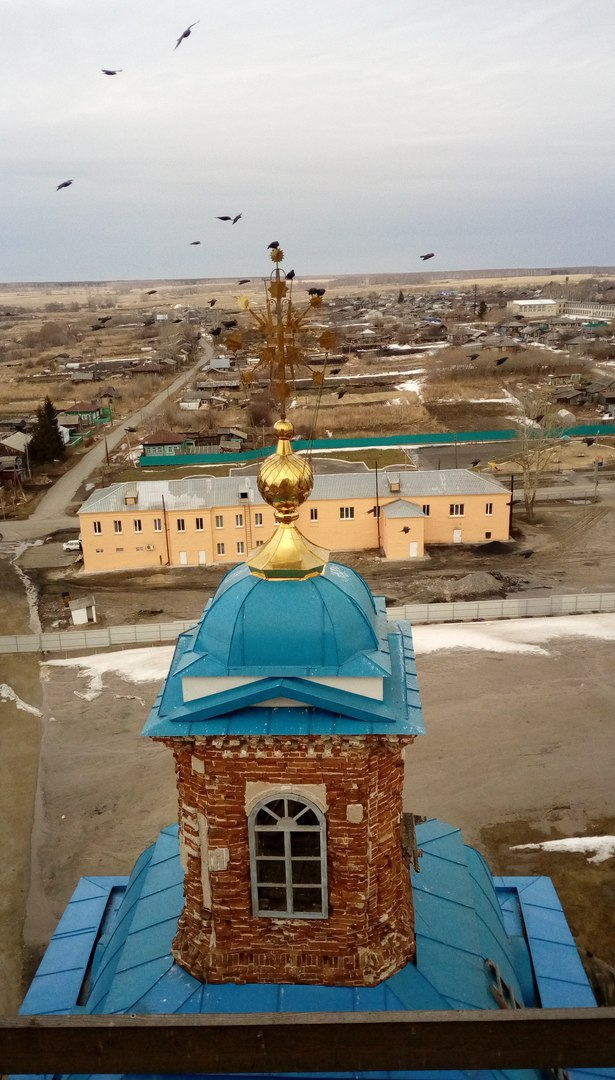
Здание Администрации. Фото с колокольни, 2018 год

Бату́рино — село в Шадринском районе Курганской области России. 
Административный центр Батуринского сельсовета (1919—2021). 
Административный центр Батуринского района в составе Уральской (1924—1931) и Курганской (1944—1956) областей.

## География
Село находится на северо-западе Курганской области, в пределах юго-западной части Западно-Сибирской равнины, в лесостепной зоне, берегах реки Солодянки (преимущественно на правом (южном) берегу), при впадении в неё реки Галашки. Расположено примерно 25 километров (по прямой; 27 километров по автомобильной дороге) к югу от города Шадринска, административного центра района. Абсолютная высота — 113 метров над уровнем моря.

### Часовой пояс
Батурино, как и вся Курганская область, находится в часовой зоне МСК+2. Смещение применяемого времени относительно UTC составляет +5:00.

## Климат
Климат характеризуется как резко континентальный, с холодной продолжительной малоснежной зимой и тёплым сухим летом. Средняя температура воздуха самого холодного месяца (января) составляет −18 °C (абсолютный минимум — −50 °С); самого тёплого месяца (июля) — 18 °C (абсолютный максимум — 41 °С). Безморозный период длится 192—196 дней. Годовое количество атмосферных осадков — 320—470 мм, из которых большая часть выпадает в тёплый период. Продолжительность периода с устойчивым снежным покровом равна 150—160 дням.

## Историческая справка
Деревня Батурина была основана в 1674 году на землях Барневской слободы. Название свое она получила от фамилии первого поселенца — крестьянина Вологодской губернии Варфоломея Евстафьевича Батурина, прибывшего сюда с двумя товарищами – Андреем Голубевым и Иваном Праховым.
В селе жили государственные крестьяне.
Летом 1736 года башкиры разграбили село Кабанье и деревни Кабано-Заозёрную и Батурину. Здесь они выжги 24 двора, убили 7 крестьян, угнали скот. 
Во время восстания под предводительством Е.И. Пугачёва, его атаманы 8 (19) февраля 1774 года взяли город Челябинск, 11 (22) февраля 1774 года начали осаду Далматова монастыря, а отряд генерал-поручика Ивана Александровича Деколонга был окружён в городе Шадринске. Практически вся территория Шадринского дистрикта Исетской провинции Оренбургской губернии оказалась под контролем восставших. 1 (12) марта 1774 года царские войска нанесли поражение пугачёвцам под Красномыльской слободой, а 14 (25) марта 1774 года освободили от осады Далматовский Успенский монастырь и продолжили наступление на Челябинск.
С 1781 года село входило в Барневскую волость Шадринского уезда, который с 1796 года входил в Пермскую губернию. В XIX веке стало административным центром Батуринской волости.
В 1843 году произошло крестьянское восстание, известное у историков под именем «картофельного бунта». Бунт возник на почве ложных слухов, будто государственных крестьян здесь казна продала барину Кульнёву и другим помещикам и охватил 7 волостей Шадринского уезда. Волнения начались 7 (19) апреля 1843 года в селе Кабанском Батуринской волости. Туда, для прекращения беспорядков, батуринский волостной писарь Самсон Толшин послал своего старшину Богачёва. Там его расспросили о взыскиваемых с них податей и повинностей, потом сшибли с верховой лошади и безжалостно избили, затем раздели его донага, увели к колодцу и обливали холодною водою и привязали к столбу. К ночи заковали его в конские путы (железа) и оставили ночевать под караулом в крестьянской избе. Он вырвался от мятежных крестьян только после усмирения волнения. Для усмирения бунта приехали окружной начальник Кирхнер и шадринский земский исправник Р.А. Черносвитов в сопровождении около 30 солдат инвалидной команды. Бунтующие требовали «грамоту о продаже» и чиновникам пришлось укрыться в кирпичной церкви. К ним присоединилось около 150 человек, не поддержавших бунтовщиков. 10 (22) апреля 1843 года толпа пошла на штурм церкви. Исправник Р.А. Черносвитов вначале приказал стрелять холостыми патронами, после третьего залпа — боевыми. Трое крестьян были убиты, один тяжело ранен. На Пасху крестьяне ушли к заутрене в соседнее село, и осаждённые взяли в их домах еду и воду. После полудня подошёл небольшой отряд казаков и башкирцев, но они попали в засаду и в панике отступили. На четвёртый день Пасхи подошёл отряд солдат и казаков при 2 пушках. Солдаты пошли не прямо, а окольными дорогами. Там их провёл каким-то логом макаровский мужик Тима Мочалов. В это время церковь осаждали около 5000 крестьян. Исправник Р.А. Черносвитов произвёл аресты, около 300 человек были наказаны розгами, а около 30 зачинщиков были закованы в кандалы и преданы военно-полевому суду. К мятежникам присоединились жители Белоярской, Окуневской, Бакланской, Каргапольской и Усть-Миасской волостей. 24 мая (5 июня)  1843 года император Николай I приказал генерал-губернатору Западной Сибири генерал-лейтенанту Пётру Дмитриевичу Горчакову ввести войска. По окончании следствия в Шадринском уезде были названы 165 зачинщиков, среди которых были не только крестьяне, но и 10 нижних чинов, в том числе отставной коллежский секретарь, отставной унтер-офицер. В Шадринске на площади зачинщиков гоняли через строй 7 раз, избивая их палками.
В 1843 году открыто церковно-приходское училище в общественном доме, там обучалось 29 мальчиков.
В 1872 году открыто женское училище в наёмном доме, там обучалось 18 девочек.
В XIX веке в селе проводилась 3-дневная ярмарка в девятую пятницу по Пасхе.
29 января (11 февраля)  1918 года шадринское уездное земство распущено. 1 марта 1918 года в соответствии с постановлением Шадринского уездного исполкома Советов крестьянских, рабочих и солдатских депутатов был образован Совет Комиссаров, которому вручена власть в городе и уезде.
30 июня 1918 года белогвардейцы и белочехи штурмом взяли город Шадринск, а 11 июля 1918 года — город Далматов (ныне — Далматово). Вскоре во всём уезде установлена белогвардейская власть.
5 августа 1919 года 269-й Богоявленский полк 30-й стрелковой дивизии 3-й армии Восточног фронта Рабоче-крестьянской Красной Армии  после короткой перестрелки с эскадроном белой конницей занял деревню Максимово, заставив казачью сотню уйти на село Батурино. 7 августа 1919 года 263-й Красноуфимский полк 30-й стрелковой дивизии занял село Большое Кабанье, откуда белая конница отошла без боя. 8 августа 1919 года 263-й Красноуфимский полк преследуя отступающую белую конницу занял деревни Боровая и Колесниково.
В 1919 году начал свою деятельность Батуринский сельский совет рабочих,крестьянских и солдатских депутатов и находился в подчинении Батуринского волисполкома до 1923 года. Батуринский сельсовет с 28 февраля 1924 года по 10 июня 1931 года и с 24 января 1944 года по 8 мая 1956 года входил в Батуринский район, в остальное время — в Шадринский район. 
В годы Советской власти жители села работали в колхозе «Родина». 
В соответствии с постановлением бюро Курганского обкома КПСС и Исполкома Курганского областного совета депутатов трудящихся от 19 марта 1963 года № 107, приказом по Курганскому областному управлению производства и заготовок сельхозпродуктов от 22 марта 1963 года № 47 и приказом по Шадринскому производственному колхозно-совхозномууправлению от 25 марта 1963 года № 34 с 1 апреля 1963 года был организован Батуринский молочно-мясной совхоз в составе 3-х отделений: Батуринского, Комсомольского и Кабанского. Со дня организации и до 1965 года совхоз находился в подчинении Шадринского производственного колхозно-совхозного управления, с 1965 года совхоз находится в подчинении Шадринского районного производственного управления сельского хозяйства. С 16 января 1969 года присоединено два колхоза: «Родина» и «Ударник». В составе совхоза стало 5 отделений: Батуринское, Кабанское, Моховское, Комсомольское, Камчатское.
С 1 апреля 1978 года Батуринский мясо-молочный совхоз переименован в ОПХ «Батуринское» (приказ № 93 от 27 апреля 1978 года и приказ МСХ РСФСР № 108 от 14 апреля 1978 года).
Решением Курганского облисполкома № 617 от 12 августа 1980 года объединены село Батурино и деревня Ложкино. Ложкино было на левом (северном) берегу реки Солодянки.
На основании постановления администрации Шадринского района № 2 от 19 декабря 1991 года исполнительный комитет Батуринского сельского Совета народных депутатов Шадринского района был переименован в администрацию Батуринского сельсовета. 
На основании Постановления Администрации Шадринского района № 279 от 22 августа 2001 года ОПХ «Батуринское» реорганизовано в ГУП ОПХ «Батуринское».
На основании постановления Курганской областной Думы № 1431 от 25 июня 2002 года администрация Батуринского сельсовета была переименована в администрацию муниципального образования Батуринского сельсовета Шадринского района Курганской области.
На основании решения Собрания представителей Батуринского сельсовета № 62 от 9 июля 2004 года администрация муниципального образования Батуринского сельсовета Шадринского района Курганской области переименована в администрацию Батуринского сельсовета.
26 июня 2008 года ГУП ОПХ «Батуринское» ликвидировано.
Законом Курганской области № 140 от 10 декабря 2021 года Шадринский муниципальный район был преобразован в муниципальный округ, в административном районе упразднён сельсовет.

## Инфраструктура
- Батуринский сельский дом культуры и Батуринское культурно-досуговое объединение расположены в здании бывшей администрации сельсовета. Первый клуб в селе Батурино был построен в 1947—1949 годах. Адрес: ул. Гагарина, 7[14].
- Муниципальное казенное общеобразовательное учреждение «Батуринская средняя общеобразовательная школа имени М. И. Важенина». В 1843 году открыто Батуринское народное начальное земское училище. В 1933 году школа колхозной молодежи начала реорганизовываться в среднюю. В 1938 году стала восьмилетней, а в 1941 был первый выпуск Батуринской средней школы. В 1974 году школа из старых деревянных зданий перешла в новое двухэтажное здание. 25 августа 2016 года школе присвоено имя Важенина Михаила Ивановича. Адрес: пер. Южный, 1а[15].
- Фельдшерско-акушерский пункт ГБУ «Шадринская центральная районная больница». Адрес: ул. Овсянникова, 7
- Кладбище, расположено к северу от села.
  - Старое кладбище было к югу от села, в 1974 году там построена школа.
- Памятник, установлен в 1995 году. Скульптура женщины и солдата с заплечным мешком, обнимающего её. На постаменте, облицованном мраморными плитами, установлена надпись «Вечная память воинам-землякам, павшим в боях за свободу и независимость нашей Родины» — 55°51′36″ с. ш. 63°39′06″ в. д.HGЯO[16]
- Бюст архимандрита Антонина (Капустина), создан по проекту скульптора Голощапова Станислава Александровича, открыт 25 августа 2017 года — 55°51′37″ с. ш. 63°39′07″ в. д.HGЯO[17]

## Профессиональное училище
Приказом Главного Управления трудовых резервов при Совете Министров РСФСР от 15 декабря 1956 года было организовано Батуринское училище механизации сельского хозяйства № 9 для подготовки трактористов-машинистов широкого профиля на базе бывшего здания райкома партии и райисполкома, милиции и церкви. Первый набор составил 210 человек. Приказом Курганского областного управления профтехобразования № 86 от 10 мая 1963 года Батуринское училище механизации сельского хозяйства преобразовано в Батуринское сельское профессионально-техническое училище № 9 (СПТУ № 9).
Приказом Курганского областного управления профтехобразования № 146 от 10 сентября 1984 года переименовано в Батуринское сельское профессионально-техническое училище № 26 (СПТУ-26). В 1988 году училище из старых корпусов переехало в свой мини-городок, в котором кроме учебного корпуса было 3 здания общежития и другие сооружения. На основании приказа Комитета по профессиональному образованию ГлавУНО № 140 от 9 декабря 1994 года Батуринское СПТУ № 26 переименовано в «Профессиональное училище № 26» (ПУ-26). На основании письма Министерства образования Российской Федерации № 22-06-1388 от 25 октября 2001 года «Профессиональное училище № 26» переименовано в Государственное образовательное учреждение начального профессионального образования «Профессиональное училище № 26» (ГОУ НПО «ПУ-26»).
На основании приказа Главного управления образования Курганской области от 21 апреля 2009 года № 764,во исполнение распоряжения Правительства Курганской области от 14 апреля 2009 года № 105-р «О ликвидации образовательного учреждения» Государственное образовательное учреждение начального профессионального образования «Профессиональное училище № 26» ликвидировано с 1 сентября 2009 года. Юридическое лицо ГОУ НПО «ПУ-26» (ИНН 4522003265) ликвидировано 1 апреля 2010 года.

## Церковь

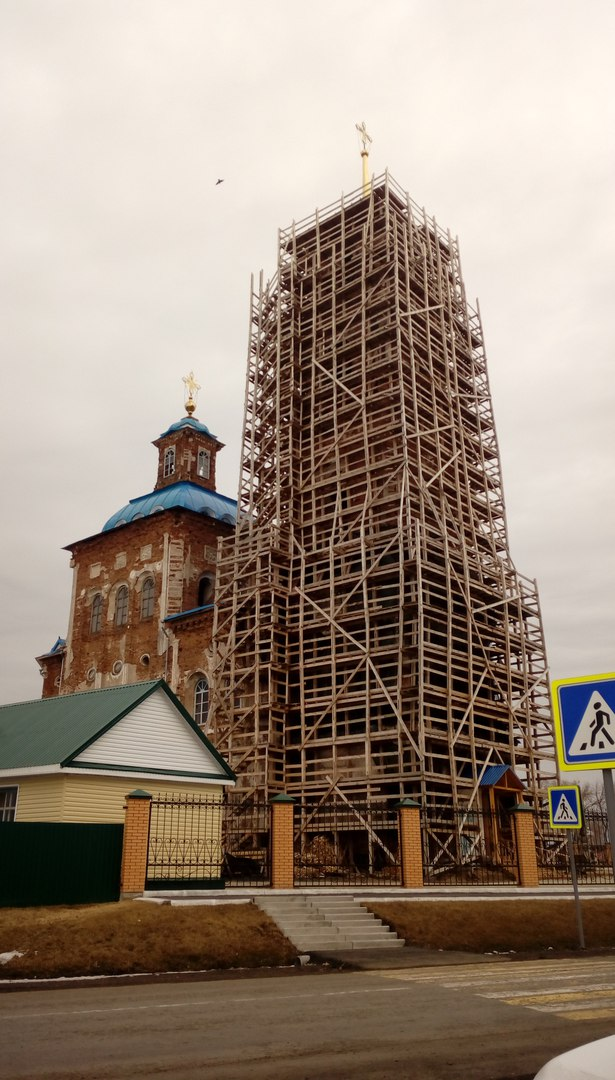
Реставрация церкви Преображения Господня. Фото 2018 года.

Первая церковь была деревянной. В 1732 году крестьяне просили о возобновлении церкви.
22 июля (2 августа)  1761 года митрополит Тобольский и Сибирский Павел подписан на голубом атласе антиминс для престола храма во имя Преображения Господня. 27 июня (8 июля)  1765 года по грамоте митрополита Тобольского и Сибирского Павла заложена деревянная церковь, а освящён в ноябре 1767 года во имя Преображения Господня. Строителем храма стал Капустин Василий Тимофеевич (1732—1808) основатель священнического рода Капустиных, они служили в храме до 1868 года. 4 (15) июля 1794 года митрополит Тобольский и Сибирский Варлаам подписал антиминс для престола придела во имя Казанской иконы Божьей Матери. Придел освящён 29 ноября (10 декабря)  1794 года
В 1816 году начато строительство здания современной каменной двухэтажной церкви. Здание — образец уральского барокко. Двухэтажный трехсветный четверик и двухэтажная трапезная в одной связи с ярусной колокольней. В октябре 1819 года нижний храм освящён в честь Казанской иконы Божией Матери. В то же время старый деревянный храм по распоряжению епархиального начальства был разобран, а оставшийся от разбора лес использовали для устройства пола и лестниц. В 1842 году по благословению архиепископа Пермского и Верхотурского Аркадия освящён верхний храм в честь Преображения Господня. В 1863 году, к 100-летию непрерывного священствования рода Капустиных, Спасо-Преображенскому храму епископом Екатеринбургским Ионой был подарен колокол весом 250 пудов. В 1865 году архимандрит Антонин пожертвовал Батуринскому храму топазовый в серебряной оправе напрестольный крест, украшенный драгоценными камнями. У подножия Распятия вложена частица Животворящего Древа Креста Господня.
В 1922 году, согласно декрету ВЦИК, из церкви изъяли богослужебные предметы в количестве 142 штуки, включая топазовый напрестольный крест. Богослужения в церкви прекращены с 9 апреля 1931 года по решению Батуринского сельсовета. 15 апреля 1931 года постановили: церковь изъять и использовать для культурных целей. 
28 июля 1933 года на заседании культовой комиссии решили закрыть церковь и использовать её для школы крестьянской молодежи. В годы Советской власти храм использовался попеременно под банк, дизельную станцию, которая находилась в алтаре придела Казанской Божией Матери, типографию, училище, машинно-тракторную станцию, а во время Великой Отечественной войны колокольня и вовсе стала парашютной вышкой.
В 1952 году решением Курганского облисполкома здание одним из первых в области получило статус памятника архитектуры. В конце 1950-х годов на первом этаже здания размещена ремонтная мастерская училища механизации сельского хозяйства, а для проезда техники в северной стене здания пробили ворота. К началу 1990-х годов здание забросили.
В 1994 году в здании начались восстановительные работы. В 1995 году в Батурино зарегистрировали общину Курганской и Шадринской епархии. 29 июня 1999 года епископ Курганский и Шадринский Михаил издал указ о первом священнике для храма, а 19 августа 1999 года в Богородице-Казанском приделе состоялась первая служба. Её провел иеромонах Ексокустодиян (Норов Игорь Борисович). 1 июля 2001 года Указом по епархии в храм настоятелем был назначен Кривых Сергей Львович.
25 августа 2017 года храм посетили патриарх Московский и всея Руси Кирилл, министр культуры Мединский Владимир Ростиславович, председатель Императорского православного палестинского общества Степашин Сергей Вадимович.
С 2018 по 2021 год был проведён полный комплекс ремонтно-реставрационных работ. В 2022 году настоятелем стал иерей Стерхов Константин.
Адрес: ул. Ленина, 34 — 55°51′38″ с. ш. 63°39′07″ в. д.

## Население
| 1710  | 1834  | 1855  | 1869 | 1904  | 1908  | 1926  |
| ----- | ----- | ----- | ---- | ----- | ----- | ----- |
| 135   | ↗755  | ↗940  | ↘901 | ↗1427 | ↗1565 | ↗1756 |
| 1989  | 2002  | 2010  |      |       |       |       |
| ↘1744 | ↘1552 | ↘1130 |      |       |       |       |

Численность населения с учётом населённых пунктов, включённых в состав села.
| Наименование | 1904 | 1908 | 1926 |
| ------------ | ---- | ---- | ---- |
| с. Батурино  | 1427 | 1565 | 1756 |
| в. Отшибиха  | 164  | 164  | —    |
| д. Лашкова   | 639  | 698  | 762  |
| Итого        | 2230 | 2427 | 2518 |

Выселок (в 1908 году — деревня) Отшибиха вошёл в состав села между 1908 и 1926 годами, был на западной окраине села (ныне ул. Советская).
Деревня Ложкино (ранее Лашкова) вошла в состав села 12 августа 1980 года, была на левом (северном) берегу реки Солодянки (ныне ул. Быковского, ул. 50 лет ВЛКСМ).

### Гендерный состав
По данным Всероссийской переписи населения 2010 года в гендерной структуре населения мужчины составляли 45 %, женщины — соответственно 55 %.

### Национальный состав
Согласно результатам Всероссийской переписи населения 2002 года, в национальной структуре населения русские составляли 96 %.

## Памятник природы
Памятник природы регионального значения «Батуринская согра» расположен в 7 км юго-восточнее с. Батурино, площадь — 217 гектаров, включает в себя кварталы 91, 92 Батуринского мастерского участка Батуринского участкового лесничества Шадринского лесничества. Ограничен землями сельскохозяйственного назначения. Образец сфагнового болота с сосной (болотной формы). Сфагновые болота представляют собой редкий для Зауралья реликтовый тип фитоценозов, нуждающейся в региональной охране. На севере болота растёт сосна, в центральной части оно открытое, по периферии заросло осокой и ивнякам. Здесь обычны брусника обыкновенная, морошка обыкновенная, княженика, телиптерис болотный, щитовник шартрский, подбел болотный, майник двулистный, молиния голубая, осоки муравьиноплодная, серая и магелланская. На сфагновом торфе под пологом соснового заболоченного леса сформировались сомкнутые заросли багульника болотного с примесью кассандры, обильна пушица влагалищная. Травяно-кустарничковый покров характерен для растительности верхового болота. Открытая сплавина сформирована сфагнумом и укреплена корневищами телиптериса болотного, сабельника болотного, осоки береговой, осоки острой, осоки омской, осоки носатой, вахты трехлистной, тростника, тростянки. На открытых местах сфагновые кочки одеты кустарничково-осоковым покровом с участием клюквы болотной, клюквы мелкоплодной, осоки носатой, осоки топяной, шейхцерии болотной, подбела болотного, кассандры, багульника болотного, тизелинума болотного, росянки круглолистной. В Батуринской согре учёные проводят различные виды исследовательских работ — 55°48′58″ с. ш. 63°45′11″ в. д.

## Известные уроженцы села
- Антонин (Капустин) (1817—1894) — начальник Русской духовной миссии на Святой Земле (1865—1894).
- Капустин, Платон Иванович (1815—1890) — профессор Московской духовной академии, гласный Московской городской думы (1881—1884).

## Объекты, названные в честь села
- Ул. Батуринская, расположена в южной части города Шадринска, переходит в дорогу в село Батурино.